# Planichloa
Planichloa  es un género monotípico de plantas herbáceas,  perteneciente a la familia de las poáceas. Su única especie: Planichloa nervilemma B.K.Simon, es originaria de Australia.
Algunos autores lo incluyen en el género Ectrosia.

## Etimología
El nombre del género deriva del griego en referencia a las espiguillas muy aplanadas. 